# Габриела Василева
Габриела Валериева Василева е български модел. Носителка на титлата Мис България 2012.

## Биография
Габриела Валериева Василева е родена в град Бяла Слатина, където завършва средното си образование в технологичен профил „предприемачество и бизнес“. През 2014 година завършва УНСС и официално става бакалавър по Икономика на човешките ресурси. 
Тренирала е баскетбол, спортно катерене и танци. Обича както екстремните изживявания, така и спокойните разходки сред природата.
Печелила е конкурси за красота в учебните заведения, в които е учила в родния си град, а така също е и носителка на титлата Мис УНСС 2011 г. Най-престижната корона в колекцията ѝ е тази на Мис България 2012. Носителката на титлата Мис България 2012 е висока 180 см, а мерките ѝ са 86/60/91. На двадесет годишна възраст подписва договор с една от най-големите модни агенции в България и започва кариерата ѝ на модел. 